# McDonnell XV-1
McDonnell XV-1 — американский экспериментальный винтокрыл двухбалочной конструкции c реактивным приводом несущего винта.

## Разработка и создание
Компания Макдоннелл (McDonnell) спроектировала и построила два опытных образца винтокрыла, обозначенного Макдоннелл XV-1, который имел вертолетный винт, крыло и толкающий воздушный винт.

## Двигатель
Силовой установкой винтокрыла являлся поршневой двигатель, мощность которого распределялась на два воздушных компрессора и один толкающий винт. При вертикальном взлете воздух высокого давления от компрессоров передавался через трубопроводы к воздушным соплам на законцовках лопастей, приводя во вращение несущий винт. После перехода в горизонтальный полёт двигатель работал только на привод толкающего винта; несущий винт вращался в режиме авторотации.

## Эксплуатация
14 июля 1954 г. винтокрыл осуществил первый свободный полет и 29 апреля 1955 г. — первый переход из вертикального полета в горизонтальный.
Разработан для исследовательской программы Военно-Воздушных сил Соединенных Штатов по изучению технологии разработки аппаратов, которые могли бы приземляться, как вертолет, но в полете достигать скорости обычных самолетов. Программа была прекращена из-за сложности этой технологии, которая дала лишь скромный прирост в скорости.

## TTX
- Диаметр несущего винта, м 9.50
- Размах крыла, м 7.90
- Длина, м 9.10
- Высота, м 3.30
- Масса, кг
  - пустого -1940
  - максимальная взлетная -2497
- Тип двигателя-1 ПД Continental-R-975-19
- Мощность, л.с. 1 х 550
- Максимальная скорость, км/ч 327
- Крейсерская скорость, км/ч 222
- Скороподъемность, м/мин 396
- Практический потолок, м 3600
- Экипаж, чел 1 пилот
- Полезная нагрузка: до 3 пассажиров или до 137 кг груза